# Domenico I di Sutri
Domenico (fl. XI secolo) è stato vescovo di Sutri, storicamente documentato dal 1001 al 1015.

## Biografia
Non si conosce nulla della vita e dell'operato del vescovo Domenico, noto solamente grazie a tre documenti datati 1001, 1013 e 1015.
La prima attestazione documentaria di Domenico di Sutri risale al placito con cui papa Silvestro II, il 4 aprile 1001, concesse all'abbazia di Pomposa l'autonomia dagli arcivescovi di Ravenna e da ogni altro potere signorile. Questo documento, che segue di qualche giorno il diploma dell'imperatore Ottone III a favore della stessa abbazia, fu redatto a Ravenna, nel monastero di Sant'Apollinare in Classe, dove si trovavano il papa e la sua corte. Tra i firmatari del placito sottoscrisse anche Dominicus gratia Dei Sancte Sutrine ecclesie episcopus.
Il vescovo di Sutri è ancora documentato nel 1013. Leone, giudice dativo o scabino, sposo di Maria, nominò il vescovo Domenico suo fedecommesso e esecutore testamentario a favore dell'abbazia di Farfa. L'atto notarile, con cui, consenziente la vedova Maria, furono concessi alcuni beni lasciati da Leone all'abbazia, fu redatto il 7 aprile 1013 e venne sottoscritto, oltre che da Rodolfo, abate del monastero di Santa Maria e San Lorenzo in Clausura, e da alcuni testimoni, anche da Dominicus indignus aepiscopus sanctae sutrinae aecclesiae.
L'ultima attestazione storica del vescovo Domenico risale al 3 gennaio 1015, quando sottoscrisse come Domnus sanctae Sutrinensis ecclesiae episcopus il privilegio concesso da papa Benedetto VIII a favore dell'abate Guglielmo, fondatore dell'abbazia di Fruttuaria.
Non si conosce la data di morte di Domenico. Due anni dopo, nel mese di gennaio 1017, la cattedra di Sutri era occupata dal vescovo Pietro.